# Ranunculus

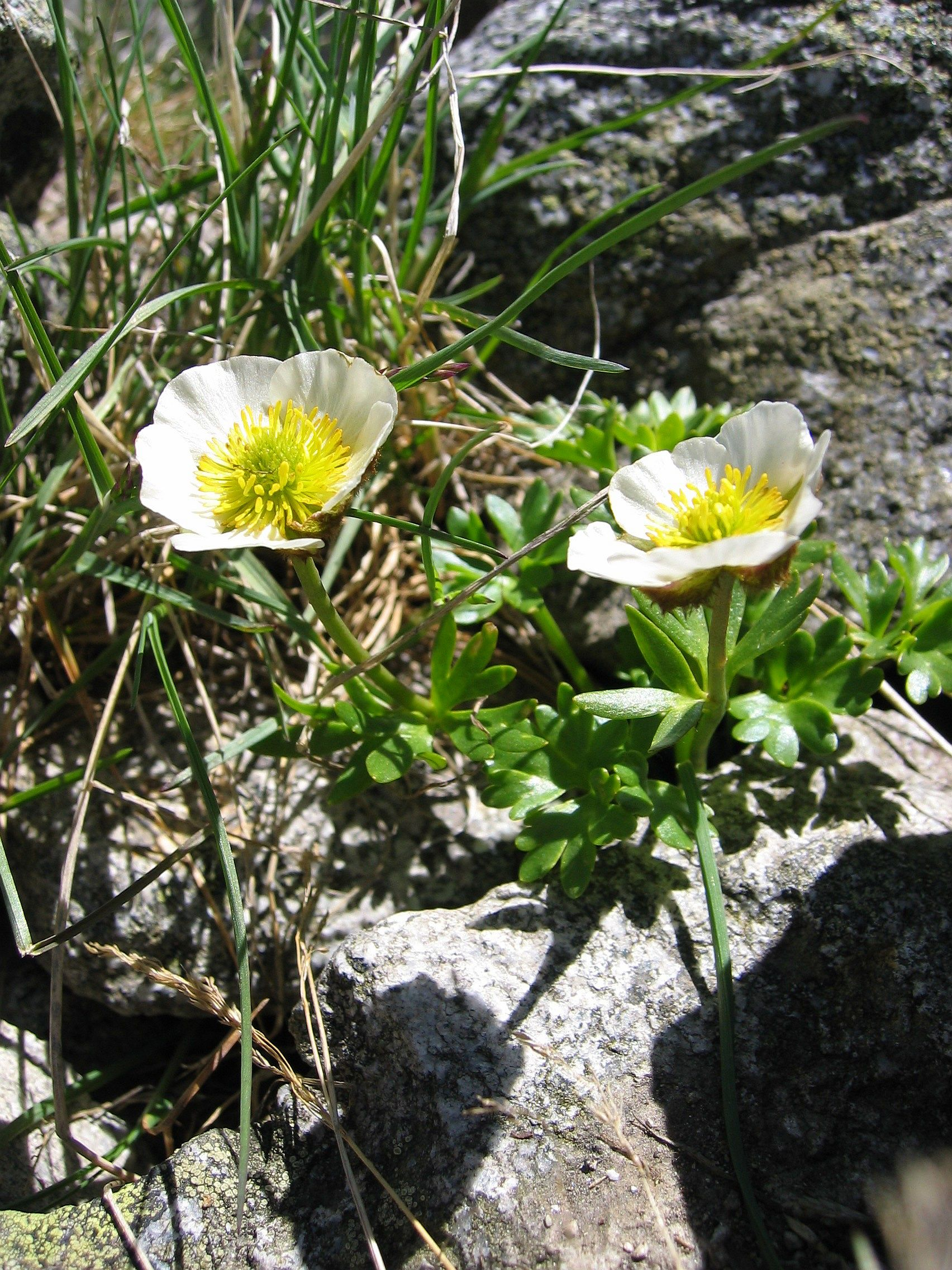
Ranunculus glacialis, espècie de flor blanca

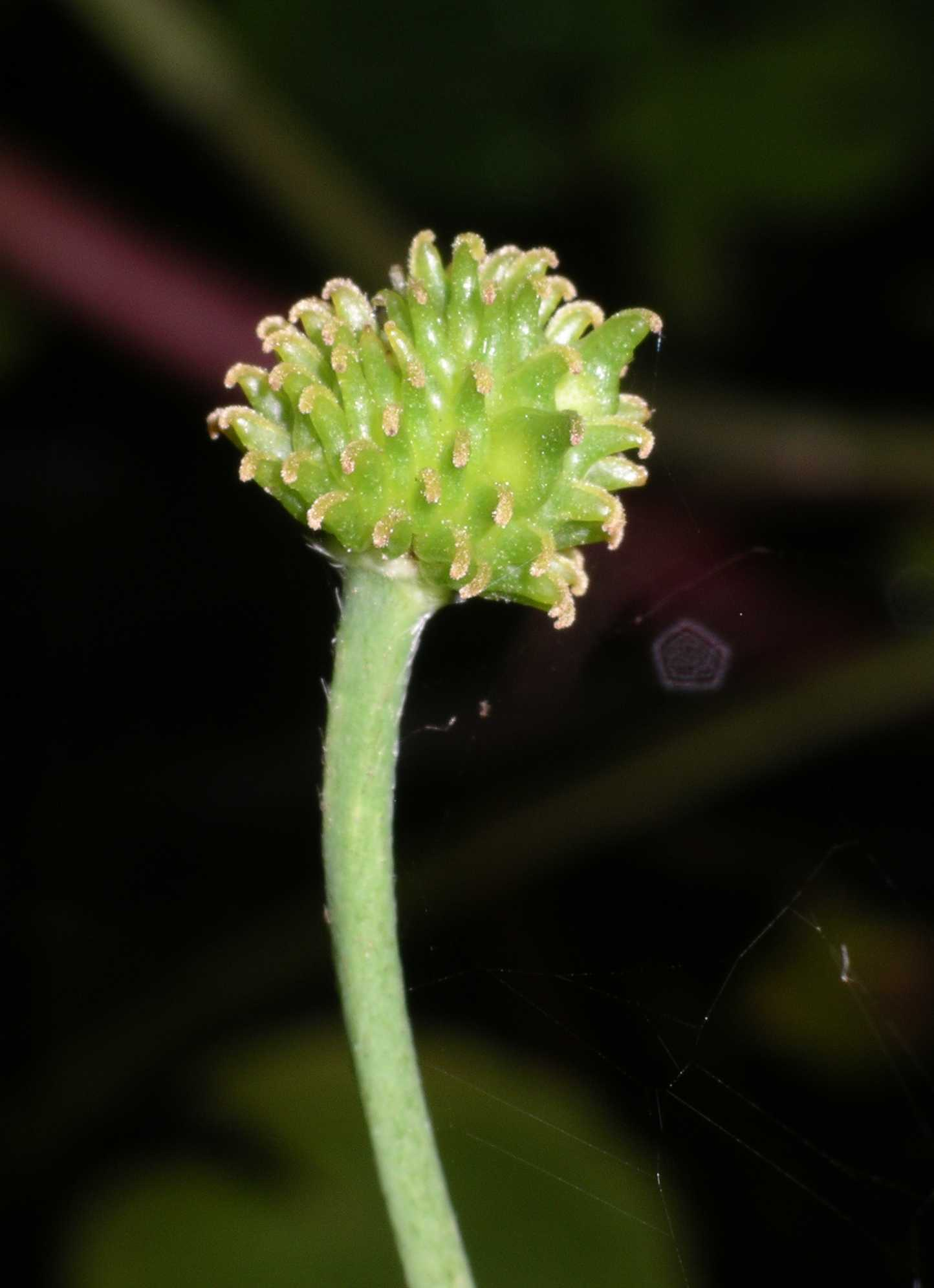
Capítol de ranuncle mostrant els aquenis

Ranunculus (Ranuncle) és un gran gènere de plantes amb flors de la família ranunculàcia.
El nom ranuncle prové del llatí ranunculus: "granoteta" perquè moltes espècies viuen a prop de l'aigua.
Els ranuncles o botons d'or, botons daurats o esperons d'or es divideixen en 400 espècies que són principalment plantes herbàcies anuals amb flors de color groga o blanca. Unes poques espècies tenen les flors de color taronja o roja. En el cas de Ranunculus auricomus no té pètals. Normalment floreixen a la primavera però en llocs amb bones condicions poden florir a l'estiu. De vegades els ranuncles són considerats com males herbes sobretot en pastures. Algunes espècies s'utilitzen en jardineria per l'espectacularitat de la color de les seves flors.
Els ranuncles del subgènere Batrachium que són plantes aquàtiques de vegades són considerats com un gènere diferent (Batrachium).

## Toxicitat
Totes les espècies de Ranunculus són verinoses quan es mengen en estat fresc pels ramats, però com que tenen un gust agre rarament se les mengen. Els enverinaments normalment només es produeixen quan hi ha molts ranuncles en el terreny i aquest està sobrepasturat i els animals, en no trobar gaire herba més, se'l mengen. Les toxines dels ranuncles desapareixen quan les plantes queden seques (farratge sec) o ensitjades.

## Espècies de ranuncles autòctones dels Països Catalans[1]
- Ranunculus ficaria - Gatassa
- Ranunculus thora -
- Ranunculus bullatus -
- Ranunculus parnassifolius -
- Ranunculus amplexicaulis -
- Ranunculus pyrenaeus - Jonquilla
- Ranunculus gramineus -
- Ranunculus nodiflorus -
- Ranunculus lingua -
- Ranunculus flammula -
- Ranunculus ophioglossifolius -
- Ranunculus hederaceus -
- Ranunculus tripartitus -
- Ranunculus aquatilis -
- Ranunculus trichophyllus -
- Ranunculus falcatus -
- Ranunculus glacialis -
- Ranunculus alpestris
- Ranunculus aconitifolius
- Ranunculus sceleratus
- Ranunculus parviflorus
- Ranunculus sardous
- Ranunculus muricatus
- Ranunculus arvensis
- Ranunculus monspeliacus
- Ranunculus bulbosus -
- Ranunculus auricomus -
- Ranunculus paludosus -
- Ranunculus acris -
- Ranunculus cymbalarifolius -
- Ranunculus repens - Botó d'or (repent)
- Ranunculus montanus -
- Ranunculus nemorosus -
- Ranunculus macrophyllus -

## Algunes altres espècies
- Ranunculus acraeus - Nova Zelanda
- Ranunculus alpestris
- Ranunculus arvensis -
- Ranunculus asiaticus -
- Ranunculus californicus - Califòrnia
- Ranunculus cymbalaria -
- Ranunculus eschscholtzii -
- Ranunculus fluitans -
- Ranunculus glaberrimus -
- Ranunculus hispidus -
- Ranunculus hyperboreus -
- Ranunculus jovis - Utah
- Ranunculus lapponicus -
- Ranunculus longirostris -
- Ranunculus lyallii -
- Ranunculus occidentalis -
- Ranunculus peltatus -
- Ranunculus platanifolius -
- Ranunculus pygmaeus -
- Ranunculus septentrionalis -
- Ranunculus sieboldii (ref. )
- Ranunculus testiculatus -